# نیروی هوایی لهستان
نیروی هوایی لهستان (به لهستانی: Siły Powietrzne) شاخه رزم هوایی نیروهای مسلح لهستان است. این نیرو در سال ۲۰۱۴ میلادی دارای ۱۶۴۲۵ پرسنل نظامی به همراه ۴۷۵ هواگرد بود که در ده پایگاه در سرتاسر لهستان پراکنده شده‌اند.
نیروی هوایی لهستان در ماه‌های انتهایی جنگ جهانی اول تشکیل شد و چند دهه بعد در هنگام آغاز جنگ جهانی دوم ۷۰ درصد از توانش در تهاجم آلمان نازی به لهستان از دست داد. بسیاری از خلبان‌های لهستانی پس از تسلیم لهستان از طریق رومانی و مجارستان خود را به فرانسه و سپس بریتانیا رساندند تا به نبرد ادامه دهند. پس از تهاجم آلمان به شوروی، تعدادی از خلبانان لهستانی در کنار ارتش سرخ به نبرد با نیروهای آلمانی مشغول گشتند.

## تاریخچه

### تشکیل

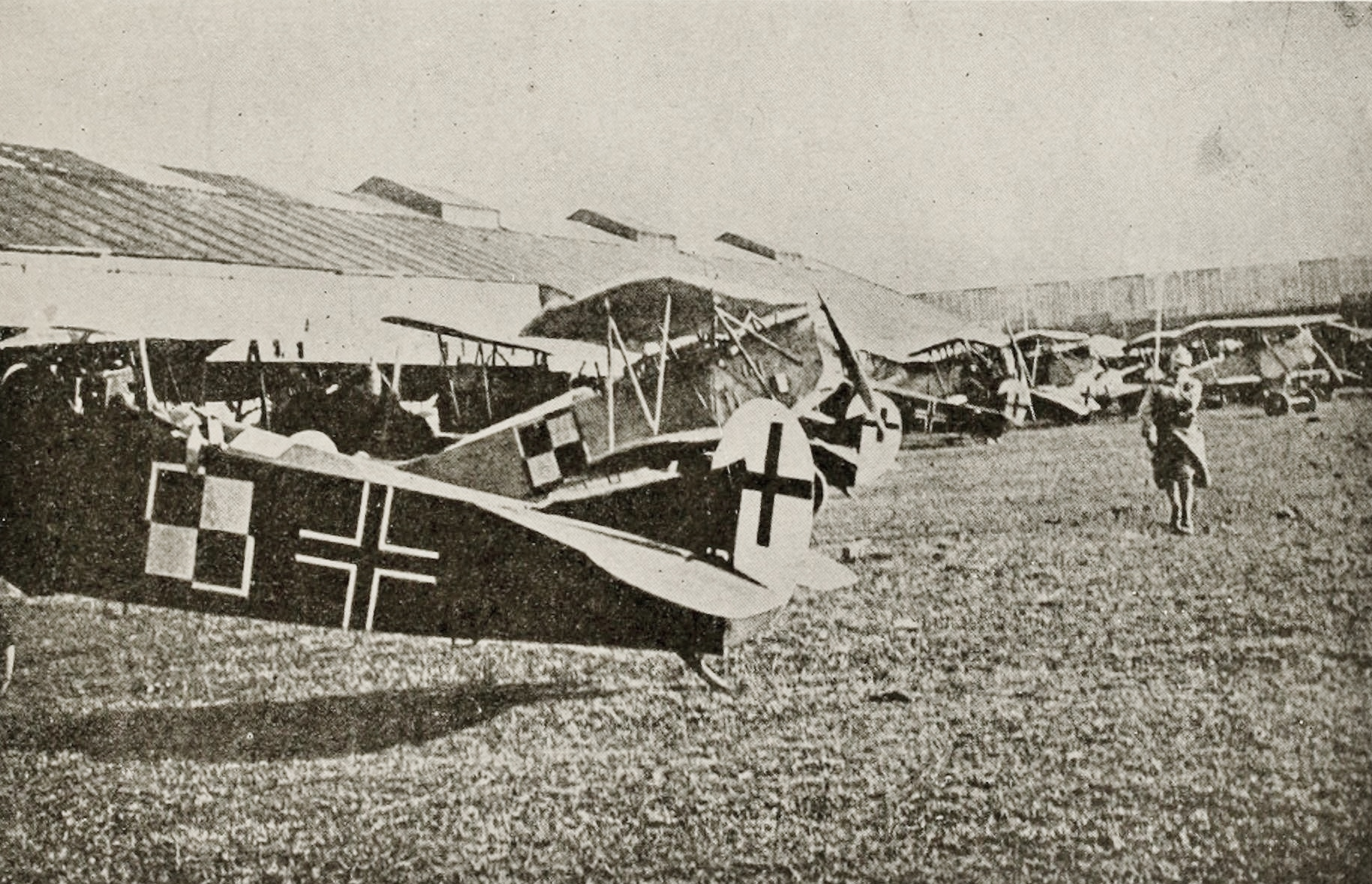
هواپیماهای جنگنده لهستانی

در طول جنگ جهانی اول، لهستان در اشغال نیروهای امپراتوری آلمان و اتریش-مجارستان قرار داشت. در مراحل پایانی جنگ و با فروپاشیدن این دو امپراتوری لهستانی‌ها کنترل تجهیزات باقی مانده را به سرعت در اختیار گرفتند. به خصوص در طول قیام لهستان بزرگ‌تر تعداد زیادی تجهیزات به دست لهستانی‌ها افتاد.
اولین استفاده از این هواگردها طی جنگ لهستان و اوکراین در ماه‌های انتهایی سال ۱۹۱۸ میلادی بود. در طول نبرد برای شهر لووف اولین هواپیماهای لهستانی در تاریخ ۸ نوامبر ۱۹۱۸ از این شهر به عملیات نظامی پرداختند.
در فوریه ۱۹۲۰ با آغاز جنگ لهستان-شوروی لهستانی‌ها طیف وسیعی از هواگردهای اتریشی و آلمانی را در کنار هواگردهایی که به تازگی از کشورهای غربی تحویل گرفته بود را در اختیار داشت. بعضی از پر تعدادترین این هواگردها شامل برگه ۱۴ فرانسوی، ال‌وی‌جی سی. ۵ آلمانی، بریستول اف. ۲ جنگنده بریتانیایی و ای-۱ بالیلا ایتالیایی بودند که در نقش‌های شناسایی و بمباران استفاده می‌گشتند.
پس از پایان جنگ با شوروی در سال ۱۹۲۱ عمده هواپیماهای قدیمی متعلق به زمان جنگ جهانی اول از رده خارج شدند و تجهیز با هواگردهای جدید که عمدتاً ساخت فرانسه بودند آغاز گشت. در مجموع تا سال ۱۹۲۴ لهستانی‌ها ۲۱۶۰ هواگرد را در اختیار داشتند که ۱۳۸۴ هواپیمای شناسایی و ۴۱۰ هواپیمای جنگنده در حالت عملیاتی بودند. در طول دهه ۱۹۲۰ بلریو-اسپاد اس.۶۱ جنگنده اصلی نیروی هوایی لهستان در کنار دو بمب افکن پوتز ایکس‌وی و پوتز۲۵ بود که تحت لیسانس طرف فرانسوی در خاک لهستان ساخته می‌شدند.

### دهه ۱۹۳۰
اولین هواپیمای ساخت لهستان که به تولید عمده رسید جنگنده پی‌دابلیو اس-۱۰ بود که در سال ۱۹۳۰ توسط کارخانه هواپیماسازی Podlasie تولید شد. مدتی بعد در سال ۱۹۳۳ اولین هواپیمای تمام فلزی لهستان به نام پی‌ال‌زد-پی۷ وارد خدمت گشت که در مجموع ۱۵۰ فروند از آن ساخته شد و به واسطه عملکرد خوبش از سال ۱۹۳۵ نسخه جدید آن به نام پی‌ال‌زد پی-۱۱ معرفی شد که ۱۷۵ فروند از آن‌ها در مجموع تحویل نیروی هوایی لهستان گشت که تنها هواپیمای جنگنده لهستانی هنگام آغاز جنگ در سال ۱۹۳۹ بود. در سال‌های بعد و با پیشی گرفتن طراحی‌های غربی هواپیماهای لهستانی عمدتاً در حد نمونه اولیه یا صادراتی به کشورهای دیگر باقی ماندند که با تصرف لهستان توسط آلمان این طراحی‌ها به پایان رسید.
در حوزه بمب‌افکن‌ها برگه ۱۹ و پوتز۲۵ از سال ۱۹۳۶ با بمب افکن تمام فلزی پی‌ال‌زد.۲۳ کاراس جایگزین شدند که تا سال ۱۹۳۹ مجموعاً ۲۵۰ فروند ساخته شد. در ادامه و با احساس نیاز به یک بمب افکن نوین، طراحی و ساخت بمب افکن متوسط دو موتوره به نام پی‌زدال.۳۷ در سال ۱۹۳۸ آغاز شد که می‌توانست تا ۲۵۸۰ کیلوگرم بمب را با خود حمل کند و سرعت آن ۴۳۹ کیلومتر در ساعت می‌رسید. از این بمب افکن تا هنگام تهاجم آلمان به لهستان تنها ۱۰۰ فروند ساخته شد.
اسکادران‌های لهستانی برای شناسایی و دیده‌بانی ابتدا از هواپیمای لوبین آر-۸ که به شدت کند و آسیب‌پذیر بود استفاده می‌کردند و سپس آن را با هواپیماهای ساخت خودشان جایگزین کردند. نیروی دریایی لهستان نیز از همین هواگردها برای دیده‌بانی استفاده می‌کرد، این نیرو درست پیش از آغاز جنگ جهانی دوم سفارش چند فروند هواپیما را به ایتالیا داد که تنها یک فروند را پیش از آغاز جنگ توانست تحویل بگیرد. همچنین لهستان سفارش ۱۶۰ فروند ام.اس. ۴۰۶ و ۱۰ فروند هاوکر هاریکن را ارایه کرده بود که به علت آغاز جنگ جهانی دوم نتوانست آن‌ها را تحویل بگیرد.

### تهاجم به لهستان

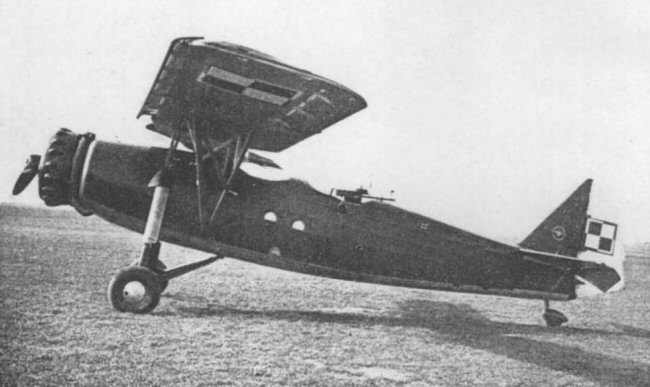
یک هواپیمای شناسایی لهستانی

با آغاز تهاجم به لهستان توسط آلمان نازی در ۱ سپتامبر سال ۱۹۳۹ میلادی برخلاف عقیده رایج که نتیجه تبلیغات نازی‌هاست نیروی هوایی لهستان بر روی زمین از میان نرفت و هواگردهایی که در فرودگاه‌ها نابود شدند عمدتاً هواپیماهای غیر مسلح و آموزشی بودند. هواپیماهای جنگنده لهستانی با آنکه نسبت به رقبای آلمانی خود ضعیف‌تر بودند اما توانستند بیش از ۱۷۰ جنگنده آلمانی را به زیر بکشند و اسکادران بمب‌افکن‌های لهستانی علی‌رغم تلفات شدیدی که متحمل شد دست به بمباران مواضع نیروهای آلمانی زد. عمده توان نیروهای لهستانی در این نبرد نابود گشت و باقی مانده هواپیماها به خاک کشورهای بی‌طرفی مانند مجارستان و رومانی و کشورهای حوزه بالتیک گریختند. تعداد زیادی از خلبانان لهستانی هم خود را به خاک فرانسه و بریتانیا رساندند تا بتوانند جنگ را ادامه دهند.

### نبرد در فرانسه و بریتانیا
لهستانی‌ها به سرعت نیروهای خود را در فرانسه سازماندهی کردند و توانستند پیش از آغاز تهاجم نیروهای آلمانی به فرانسه یک اسکادران جنگنده هوایی لهستانی مجهز به هواپیماهای سی.۷۱۴ کودرونرا آماده رزم کنند. باقی مانده نفرات لهستانی نیز همراه با واحدهای فرانسوی و هواپیماهای متعدد دیگر به نبرد می‌پرداختند.
با سقوط فرانسه در سال ۱۹۴۰ لهستانی‌ها خود را به خاک بریتانیا رسانده‌اند تا در یکی از بزرگ‌ترین نبردهای هوایی تاریخ بر فراز جزیره بریتانیا به نبرد با لوفت وافه بپردازند. واحدهای لهستانی در چهار اسکادران زیر نظر نیروی هوایی سلطنتی بریتانیا تشکیل شدند که دو اسکادران آن بمب‌افکن و دو اسکادران دیگر از هواپیماهای جنگنده هاریکین ایجاد شده بود. اولین عملیات رزمی جنگنده‌های لهستانی در اوت ۱۹۴۰ و طی فاز سوم نبرد بریتانیا بود. خلبانان لهستانی که تجربه نبرد بر فراز لهستان و فرانسه را داشتند رقیبی قدرتمند در برابر خلبانان آلمانی بودند و به سرعت تبدیل به بهترین واحد جنگنده متفقین شدند که بسیار بهتر از خلبانان بریتانیایی و دیگر خلبانان امپراتوری بریتانیا بودند. در طول ادامه جنگ جهانی دوم چندین اسکادران دیگر لهستانی تشکیل شد که با پایان جنگ همه تجهیزات به بریتانیا بازگردانده شد اما تعداد کمی از خلبان‌ها به لهستان بازگشتند و بسیاری از ایشان در خاک بریتانیا باقی ماندند.

### جنگ سرد

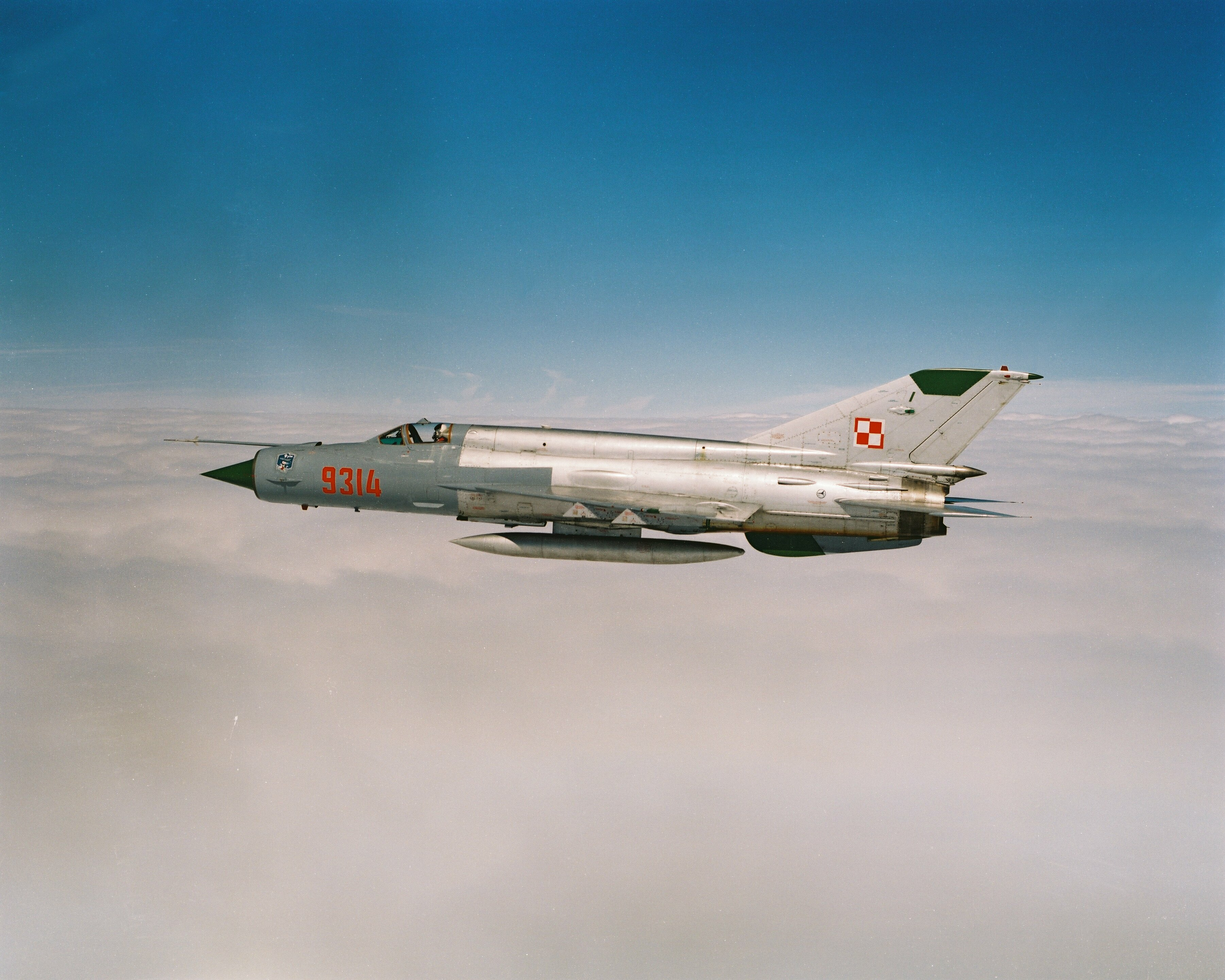
میگ-۲۱ جنگنده پایه نیروی هوایی لهستان دردوران جنگ سرد

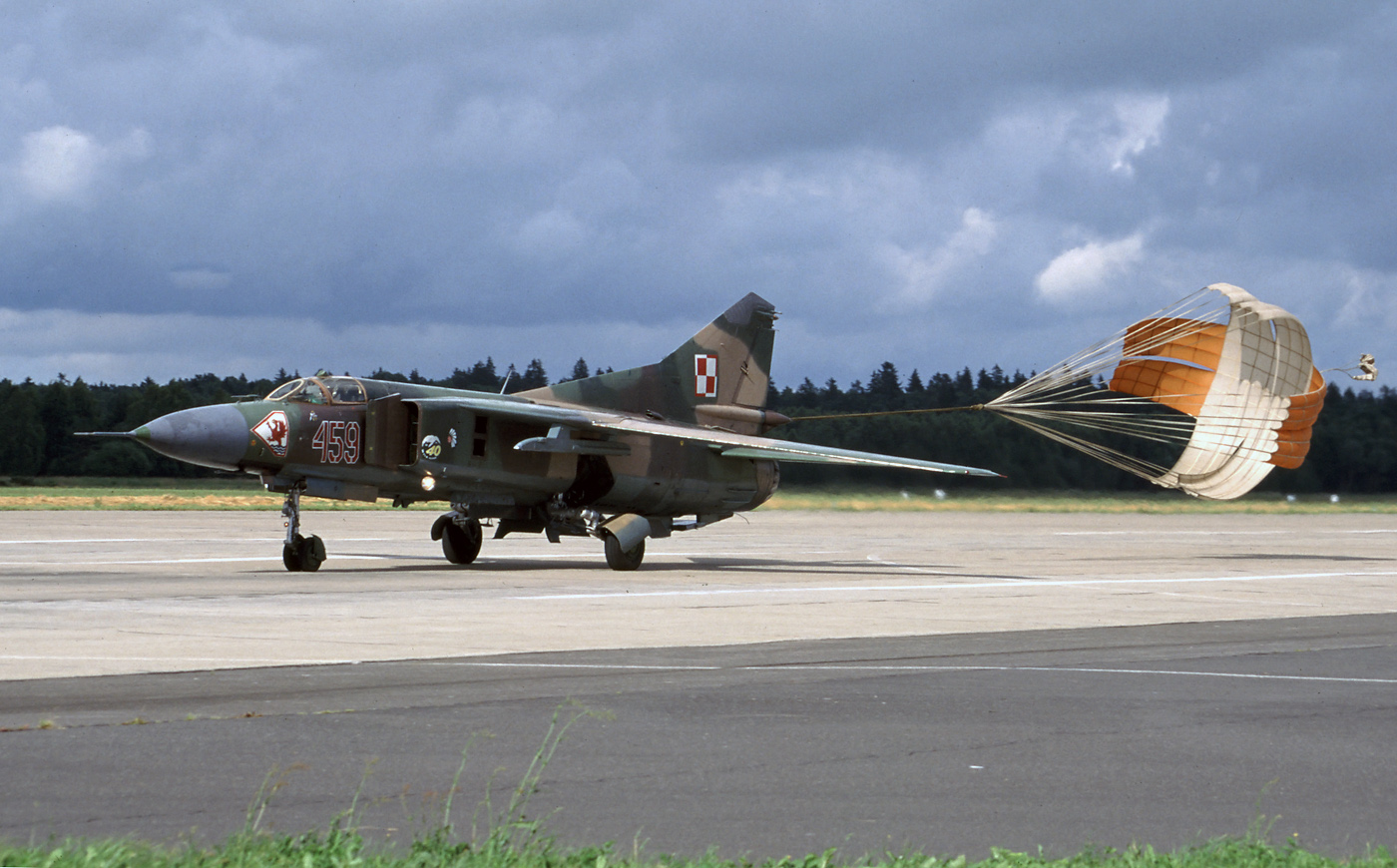
یک فروند میگ-۲۳ام‌اف نیروی هوایی لهستان در حال فرود

در سال ۱۹۴۹، هواپیمای ترابری لیسانوف لی-۲ به یک بمب افکن تبدیل شد و در سال ۱۹۵۰، لهستان بمب افکن‌های پتلیاکوف پی‌ئی-۲ و توپولف تو-۲ را به همراه بمب افکن‌های آموزشی اس‌بی-۱ و اس‌بی-۲ را از اتحاد جماهیر شوروی دریافت کرد. همچنین در سال ۱۹۵۰، جنگنده یاک-۱۷ و هواپیمای ترابری ایلیوشین ایل-۱۲ و هواپیمای آموزشی یاک-۱۸ نیز وارد خدمت شد. از سال ۱۹۵۱ به بعد، نیروی هوایی لهستان به جنگنده‌های جت یاک-۲۳ و جت‌های میگ-۱۹ به همراه نسخه آموزشی آن نام میگ-۱۵ یوتی‌تی و بعدها، در سال ۱۹۶۱ به میگ-۱۷ مجهز شد.
علاوه بر هواپیماهای ساخت شوروی، از سال ۱۹۵۲ به بعد جنگنده‌های میگ-۱۵ شوروی و بعداً میگ-۱۷ تحت لیسانس در لهستان تحت عنوان لیم-۱، لیم-۲ و بعداً لیم-۵ تولید شدند. در سال ۱۹۶۴ یک گونه از لیم-۵ام با تمرکز بر ماموریت‌های آفندی تحت عنوان لیم-۶بی‌آی‌اس توسعه یافت. تنها جت بمب افکن مورد استفاده توسط نیروی هوایی لهستان در این دوره ایلیوشین ایل-۲۸ بود که از سال ۱۹۵۲ به بعد وارد خدمت آن نیرو شد. لهستان از سال ۱۹۵۹ تنها تعداد کمی از جنگنده هاب میگ-۱۹ را به کار گرفت که بعداً به جنگنده‌های میگ-۲۱ متمایل شد که از سال ۱۹۶۳ به بعد به جنگنده پایه مافوق صوت آن نیرو تبدیل شد. این هواپیما در انواع مختلفی از میگ-۲۱اف-۱۳، میگ-۲۱پی‌اف و ام‌اف تا میگ-۲۱بی‌آی‌اس مورد استفاده قرار گرفت. بعداً نیروی هوایی لهستان ۳۷ فروند میگ-۲۳ (در سال ۱۹۷۹) و ۱۲ فروند میگ-۲۹ را درسال ۱۹۸۹ دریافت نمود.
اصلی‌ترین هواپیمای جنگنده بمب افکن و تهاجمی زمینی پس از سال ۱۹۴۹،
ایلیوشین-۱۰ بود (نسخه آموزشی آن، یوآی‌ال-۱۰ در سال ۱۹۵۱ وارد خدمت شد). از سال ۱۹۶۵ به بعد، لهستان همچنین از تعداد قابل توجهی سوخو-۷بی برای بمباران و ماموریت‌های آفندی استفاده کرد که با ۲۷ فروند سوخو-۲۰ در سال ۱۹۷۴ و ۱۱۰ فروند سوخو-۲۲ در سال ۱۹۸۴ جایگزین شد.

### پس از جنگ سرد

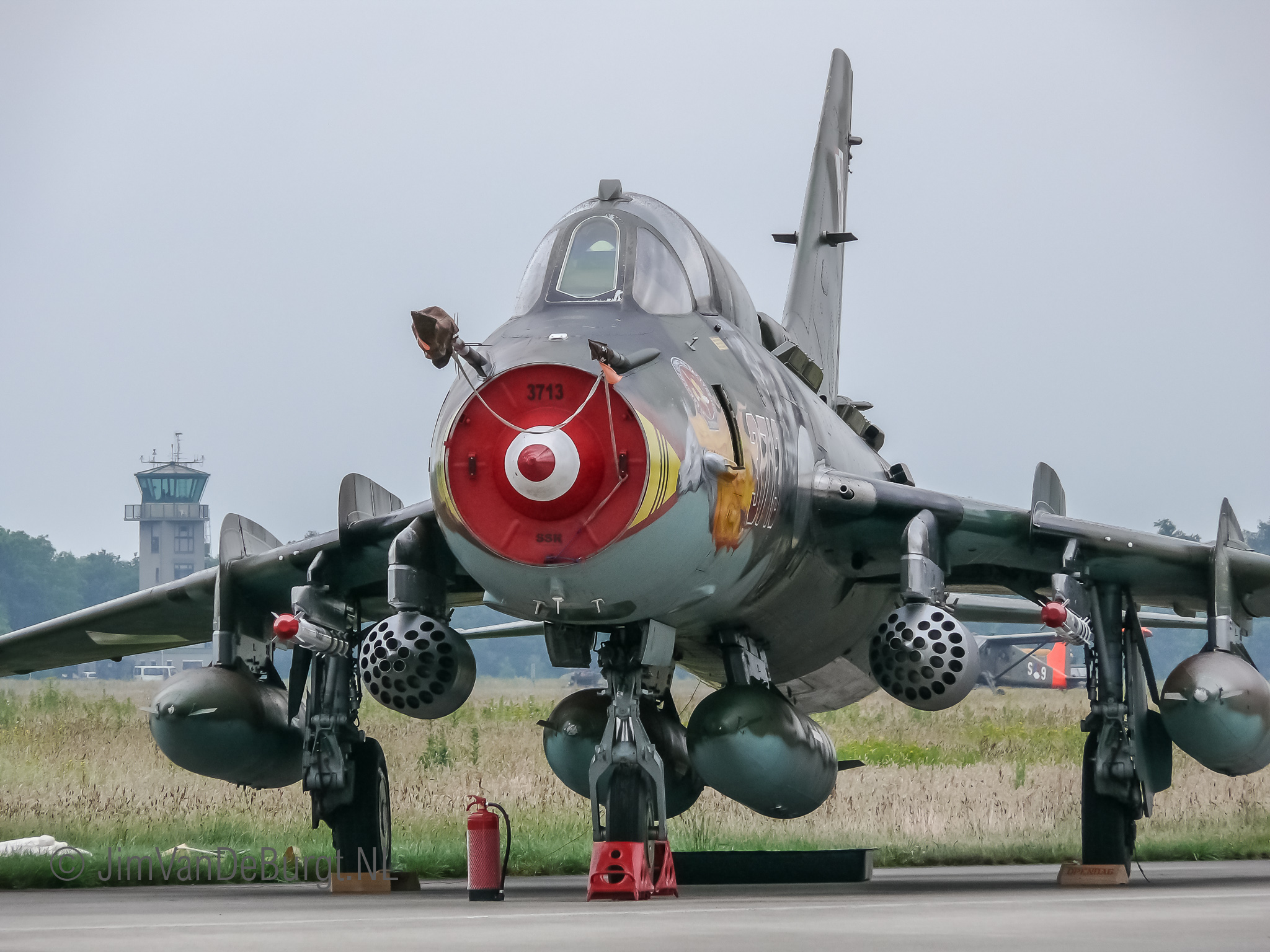
هواپیمای آفندی سوخو-۲۲ نیروی هوایی لهستان در سال ۲۰۰۷

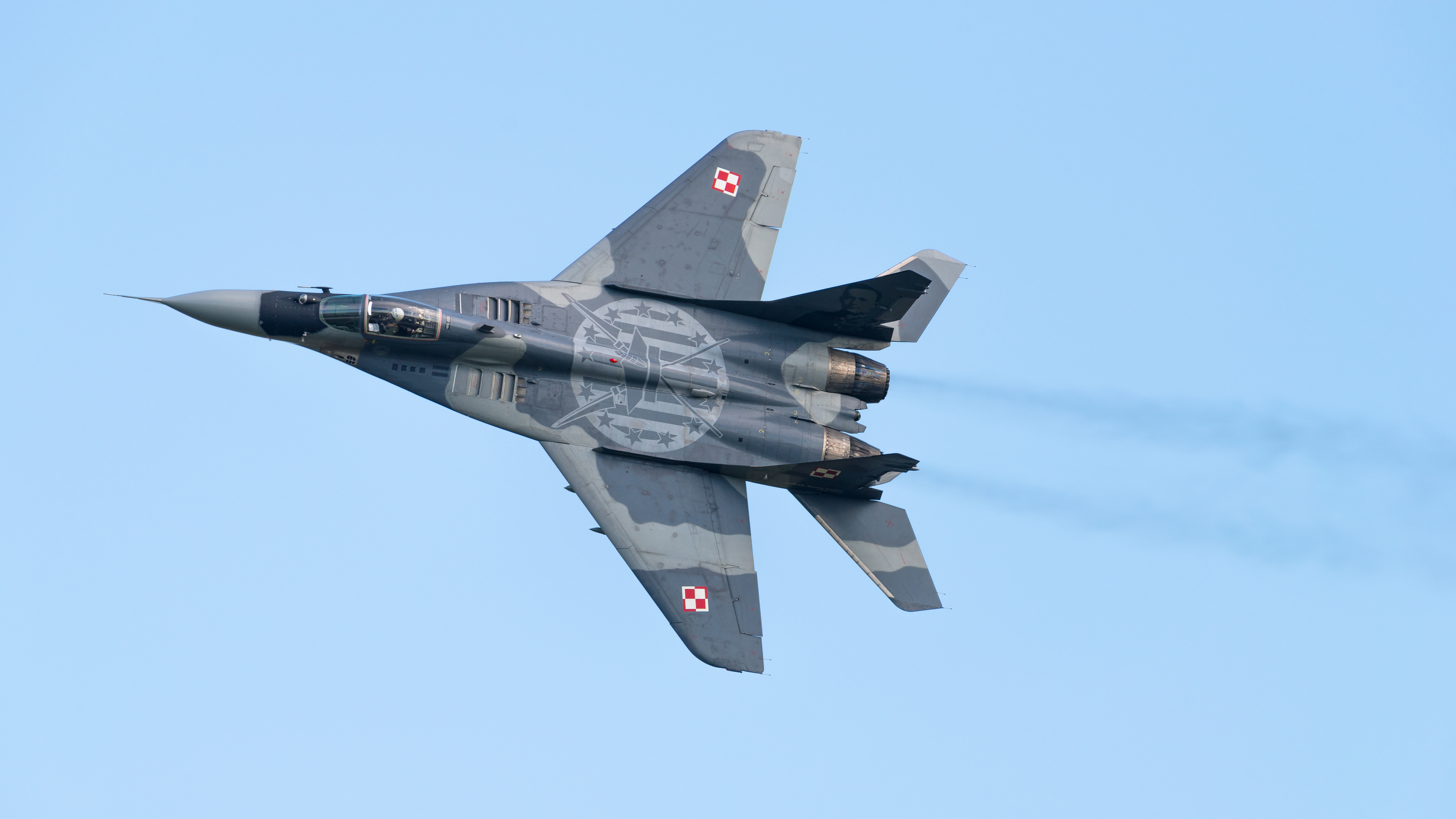
نگاره‌ای از یک فروند جنگندهٔ میگ-۲۹ از اسکادران کوچیوسکو نیروی هوایی لهستان

پس از تحولات سیاسی و فروپاشی اتحاد جماهیر شوروی در سال ۱۹۹۱، و در نتیجه کاهش وضعیت تنش‌ها و تهدیدات نظامی در کل اروپا، نیروی هوایی لهستان شاهد کاهش در اندازه بود. در ۱ ژوئیه ۱۹۹۰، نیروی هوایی لهستان و نیروی پدافند هوایی دوباره ادغام شدند.(به لهستانی: Wojska Lotnicze i Obrony Powietrznej) (WLiOP یا WLOP)قابلیت جنگی این نیرو در درجه اول شامل میگ ۲۱، میگ ۲۳، میگ ۲۹، سوخو ۲۰ و سوخو ۲۲ بود. جنگنده‌های لیم-۶بی‌آی‌اس باقی‌مانده‌های در اوایل دهه ۱۹۹۰ خارج شده و پس از آن، هواپیماهای سوخو-۲۰ باقی‌مانده نیز بازنشسته شدند. تعداد کم باقی مانده از ناوگان میگ-۲۳ تا سال ۱۹۹۹ نیز از خدمت خارج شدند. در طول دهه ۱۹۹۰، لهستان هیچ هواپیمای جنگی جدیدی خریداری نکرده بود و فقط موفق شد تعدادهای بیشتری از جنگنده‌های میگ-۲۹ را در سال ۱۹۹۵ از جمهوری چک و در سال ۲۰۰۴ از آلمان خریداری نماید. در نهایت جنگنده‌های میگ-۲۱ نیزاز خدمت خارج شدند. تنها هواپیمای جنگی باقیمانده که توسط نیروی هوایی و پدافند هوایی لهستان WLiOP مورد استفاده قرار می‌گرفت، میگ-۲۹ و سوخو-۲۲ بودند. از سال ۲۰۱۰، ناوگان هواپیماهای آفندی سوخو-۲۲ برای حفظ هر گونه ارزش نظامی آنها به روزآمد نمودن و نوسازی نیاز داشته و آینده آن نامشخص است.
در سال ۲۰۰۲، جنگنده اف-۱۶ سی/دی بلاک۵۲+ از شرکت آمریکایی لاکهید مارتین به عنوان یک جنگنده چند منظوره جدید برای WLiOP انتخاب شد، اولین جنگنده در نوامبر ۲۰۰۶ انجام شد و تا سال ۲۰۰۸ تحت برنامه Peace Sky ادامه یافت.
از سال ۲۰۱۱، نیروی هوایی لهستان دارای سه گُردان هوایی اف-۱۶ است: دو گردان هوایی در پایگاه هوایی تاکتیکی ۳۱ در نزدیکی پوزنان و گردان هوایی تاکتیکی ۱۰ در پایگاه هوایی ۳۲ در نزدیکی واسک. دستیابی به اف-۱۶ آمریکایی بدون رقابت شدید ابا شرکت‌های اروپایی نبود. فروش هواپیماهای مورد نیاز یرای این نیاز نیروی هوایی لهستان توسط شرکت فرانسوی داسو با میراژ۲۰۰۰ و شرکت سوئدی ساب با ساب ۳۹ گریپن به شدت پیگیری شد. اف-۱۶های بلاک ۵۲+ لهستانی مجهز به جدیدترین موتورهای توربوفن دارای پس سوز پرت اند ویتنی اف-۱۰۰–۲۲۹ بوده و سامانه‌های اویونیک شامل سیستم رادار ای‌پی‌جی-۶۸(وی)۹ و مجموعه جنگ الکترونیک ای‌ال‌کیو-۲۱۱(وی)۴ است. همه اف-۱۶های لهستانی می‌توانند مهمات مدرن دقیق ایالات متحده را حمل کنند، از JDAM/JSOW تا جدیدترین تسلیحات هوا به هوای مجاز با گواهی صادرات (شامل
 ایم-۱۲۰ آمرام سی-۵ وایم-۹ ایکس).
در پی سانحه سقوط توپولف-۱۵۴ ریاست جمهوری لهستان در سال ۲۰۱۰ و تحقیقات بعدی انجام شده با مدیریت دولت لهستان، هنگ ۳۶ ام ویژه هوانوردی، که مسئولیت پرواز رئیس‌جمهور و هیئت دولت لهستان را بر عهده داشت، منحل شد. همچنین وزیر دفاع استعفا داد.
یک واحد جدید، از پایگاه هوایی یکم، جایگزین هنگ ۳۶ شد. بین ژوئن ۲۰۱۰ و دسامبر ۲۰۱۷ اکثر پروازهای رسمی توسط دو فروند امبرائر ئی-۱۷۵ اجاره ای که توسط ال‌اوتی پولیش ایرلاینز اداره می‌شد، انجام می‌شد.در ۱۴ نوامبر ۲۰۱۶، وزارت دفاع دو فروند هواپیمای گلف‌استریم جی۵۵۰ را برای پروازهای وی‌آی‌پی را سفارش داد.
در ۳۱ مارس ۲۰۱۷ طی قراردادی با شرکت بوئینگ برای تأمین دو فروندبوئینگ بیزینس جت ۲ و یک بوئینگ ۷۳۷ سری ۸۰۰ برای رئیس دولت و حمل و نقل مقامات دولتی به امضا رسید.
در ۲۷ فوریه ۲۰۱۴ لهستان قراردادی به ارزش ۲۸۰ میلیون یورو با آلنیا آئروماکی برای خرید ۸ فروند جت آموزشی پیشرفته
 ام-۳۴۶ مستر امضا نمود. در ۱۴ نوامبر ۲۰۱۶ دو فروند اول از این هواپیمای آموزشی در حالی که با تیم آکروباتیک جرقه‌های سفید و سرخ (به لهستانی: Bialo-Czerwone Iskry) همراهی می‌شدند، وارد لهستان شدند.

## وضعیت فعلی

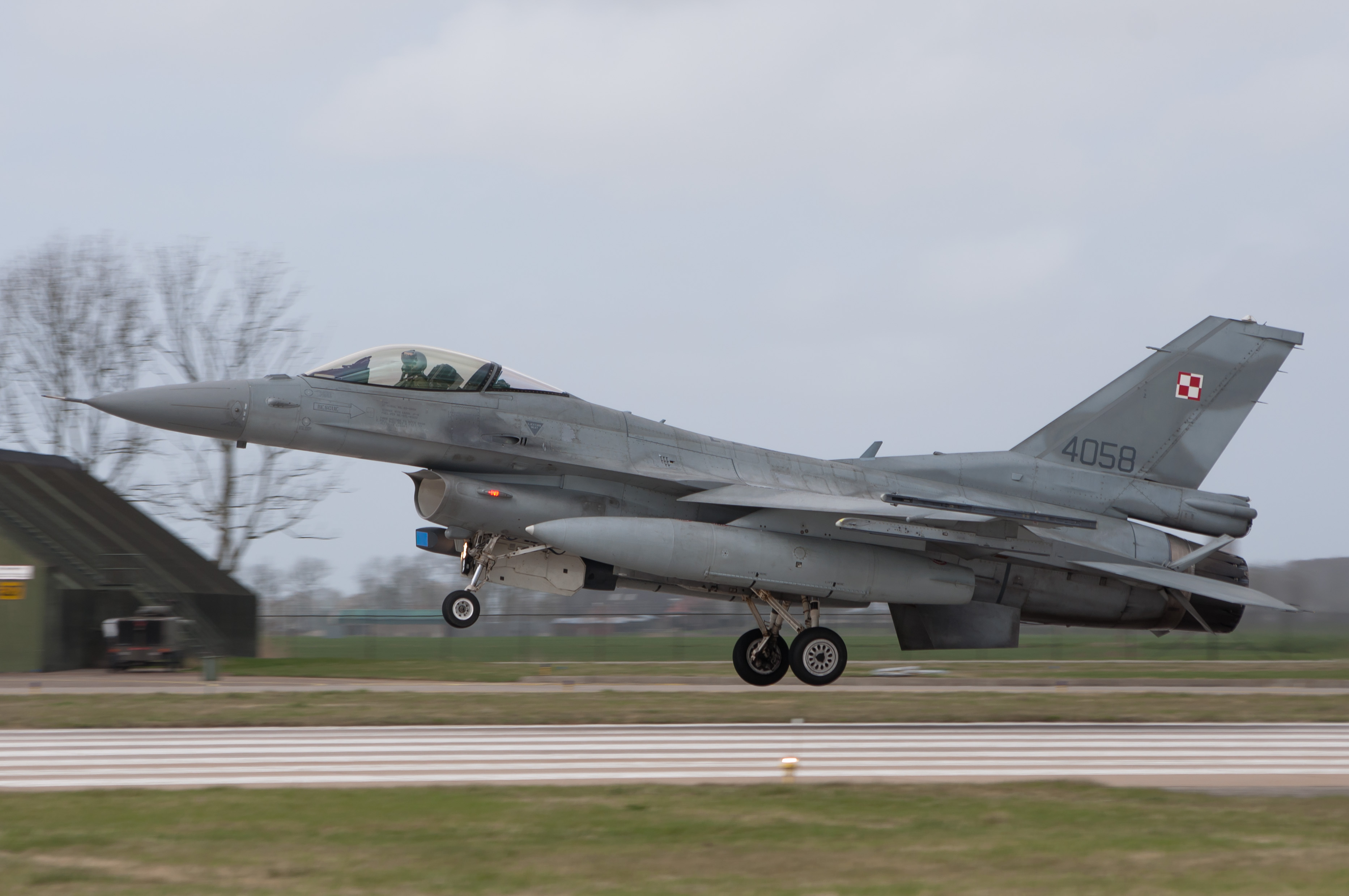
اف-۱۶سی نیروی هوایی لهستان

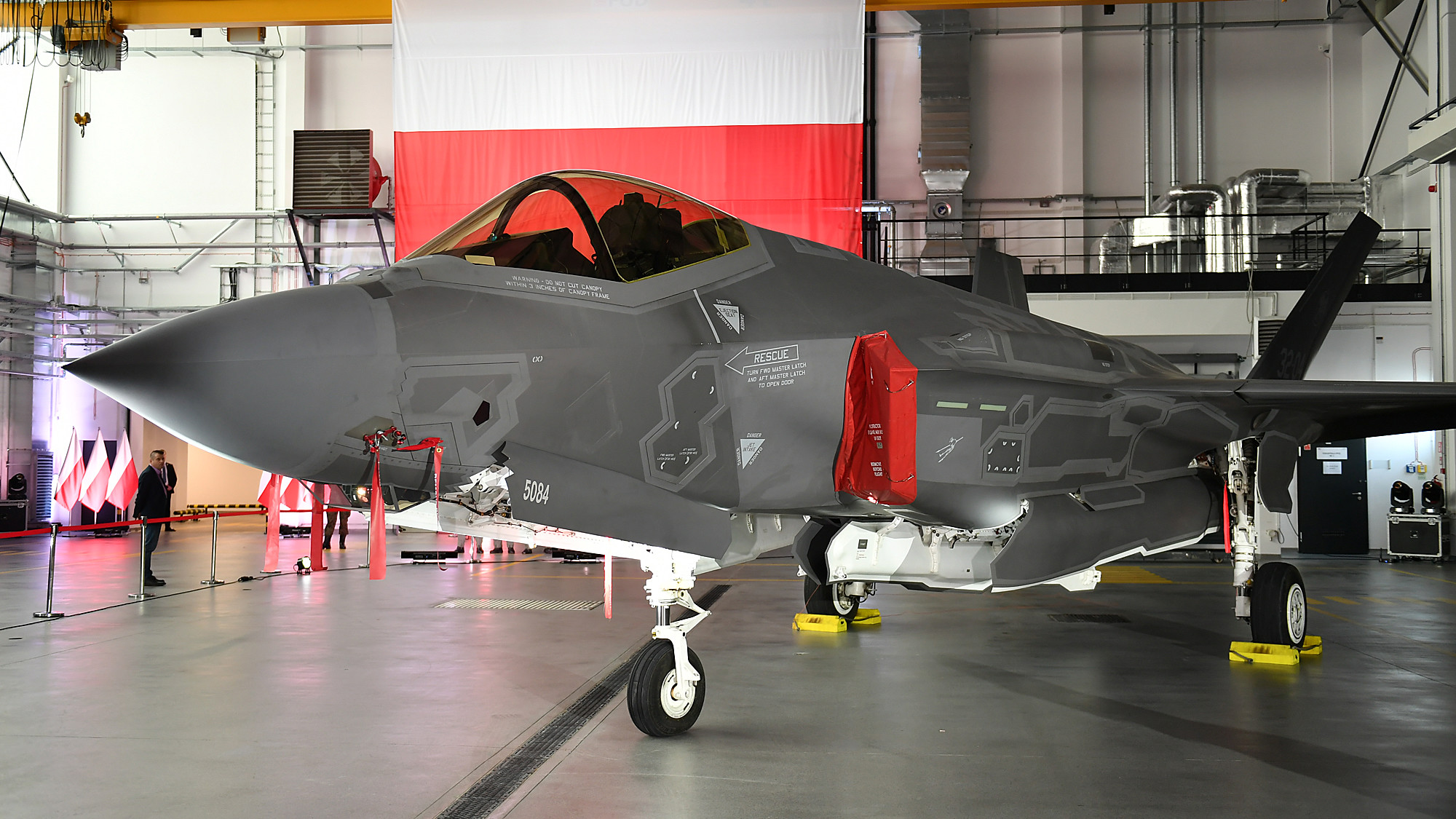
اف-۳۵ای

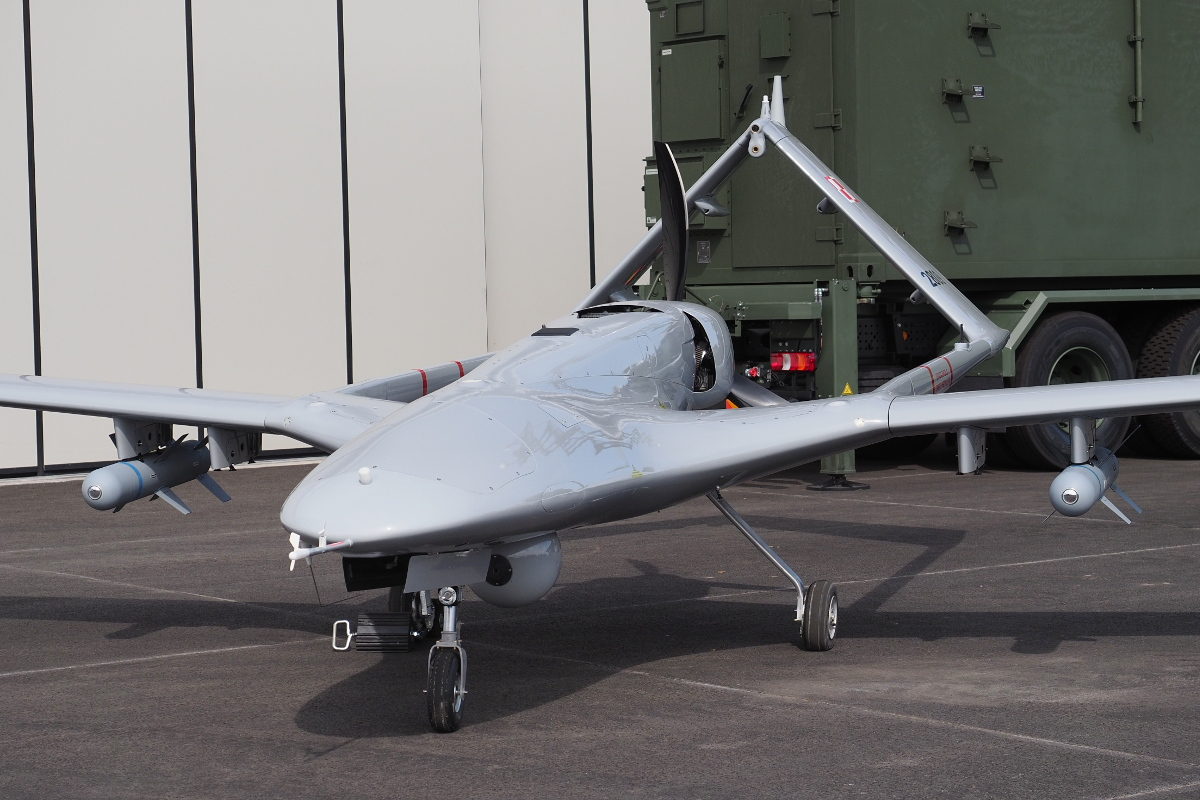
تی‌بی-۲ لهستانی در سال ۲۰۲۳.

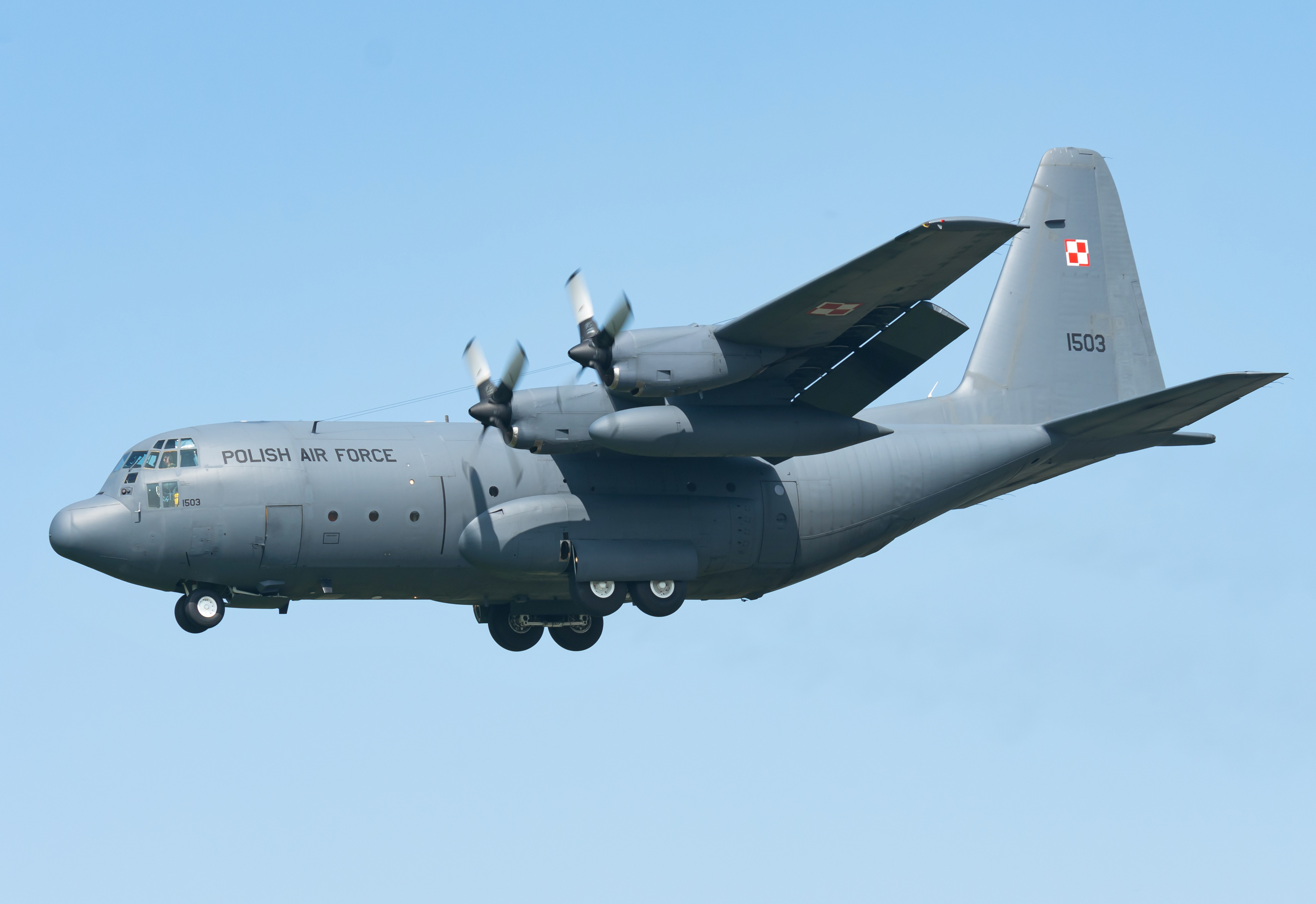
سی-۱۳۰ بی نیروی هوایی لهستان

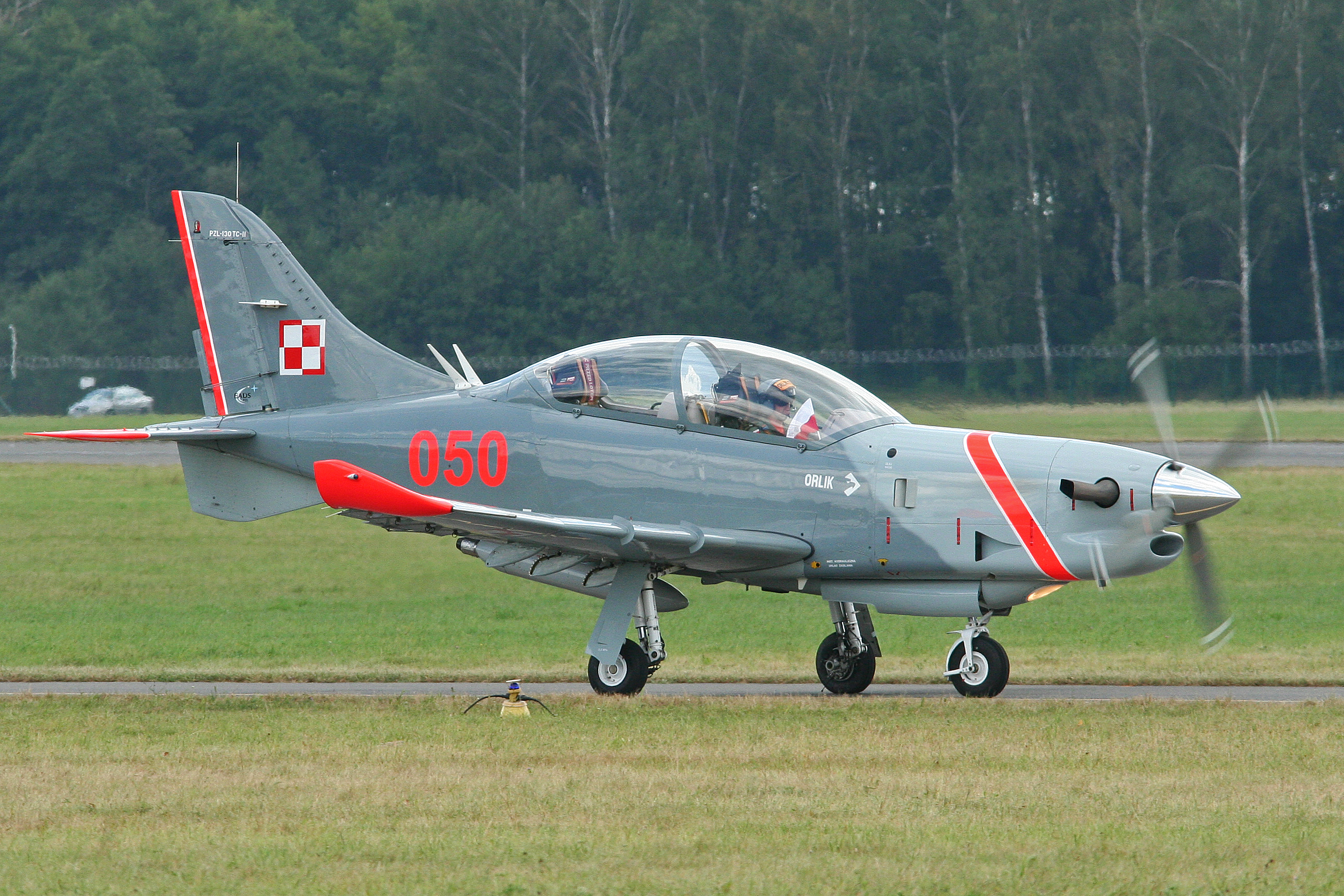
هواپیمای آموزشی پ زد ال-۱۳۰ اورلیک

| هواگرد                | ساخت                | نقش                        | نوع                  | عملیاتی        | توضیحات                                   |                |
| هواپیمای نظامی        | هواپیمای نظامی      | هواپیمای نظامی             | هواپیمای نظامی       | هواپیمای نظامی | هواپیمای نظامی                            | هواپیمای نظامی |
| --------------------- | ------------------- | -------------------------- | -------------------- | -------------- | ----------------------------------------- | -------------- |
| اف-۱۶ فایتینگ فالکون  | ایالات متحده آمریکا | جنگنده چندمنظوره           | اف-۱۶سی              | ۳۶             |                                           |                |
| اف-۱۶ فایتینگ فالکون  | ایالات متحده آمریکا | جنگنده چندمنظوره           | اف-۱۶دی              | ۱۲             | Used for conversion training              |                |
| اف-۳۵ لایتنینگ ۲      | ایالات متحده آمریکا | هواگرد شناساگریز چندمنظوره | اف-۳۵ای              | ۲              | 30 on order. 2 used for training.         |                |
| میگ-۲۹                | اتحاد جماهیر شوروی  | جنگنده چندمنظوره           | میگ-۲۹ ای            | ۱۳             |                                           |                |
| میگ-۲۹                | اتحاد جماهیر شوروی  | جنگنده چندمنظوره           | میگ-۲۹یوبی           | ۶              | Used for conversion training              |                |
| سوخو-۲۲               | اتحاد جماهیر شوروی  | جنگنده بمب افکن            | ام۴                  | ۱۲             |                                           |                |
| سوخو-۲۲               | اتحاد جماهیر شوروی  | جنگنده بمب افکن            | یوام۳کی              | ۶              |                                           |                |
| تی-۵۰ گلدن ایگل       | کره جنوبی           | هواپیمای سبک چندمنظوره     | اف‌ای-۵۰جی‌اف          | ۱۲             | ۳۶ فروند از گونه پی‌ال سفارش داده شده است. |                |
| آواکس                 |                     |                            |                      |                |                                           |                |
| ساب ۳۴۰               | سوئد                | آواکس                      | ساب ۳۴۰ ای‌ئی‌دبلیو&سی | ۲              | Erieye system                             |                |
| هواگرد ترابری نظامی   |                     |                            |                      |                |                                           |                |
| بوئینگ ۷۳۷            | سوئد                | VIP transport              | ۸۰۰                  | ۱              |                                           |                |
| بوئینگ ۷۳۷            | سوئد                | VIP transport              | بی‌بی‌جِی-۲             | ۲              |                                           |                |
| کاساسی-۲۹۵            | اسپانیا             | ترابری                     |                      | ۱۶             |                                           |                |
| سی-۱۳۰ هرکولس         | ایالات متحده آمریکا | ترابری تاکتیکی             | سی-۱۳۰ئی             | ۵              |                                           |                |
| سی-۱۳۰ هرکولس         | ایالات متحده آمریکا | ترابری تاکتیکی             | سی-۱۳۰اچ             | ۳              | ۲ فروند سفارش گذاشته شده است              |                |
| گلف‌استریم جی۵۵۰       | ایالات متحده آمریکا | VIP transport              |                      | ۲              |                                           |                |
| امبرائر ئی‌آرجِی-۱۷۵    | برزیل               | VIP transport              |                      | ۲              | دراجاره                                   |                |
| پ‌زدال ام۲۸ اسکای تراک | لهستان              | ترابری                     |                      | ۲۳             |                                           |                |
| بالگرد                |                     |                            |                      |                |                                           |                |
| میل می-۸              | اتحاد جماهیر شوروی  | چندمنظوره                  | میل-۸/۱۷             | ۱۱             |                                           |                |
| پ‌زدال می-۲            | لهستان              | هواگرد رابط                |                      | ۱۷             |                                           |                |
| پ‌زدال وو-۳ سوکو       | لهستان              | چندمنظوره                  |                      | ۱۵             |                                           |                |
| هواپیمای آموزشی       |                     |                            |                      |                |                                           |                |
| آلنیا آئرماچی ام-۳۴۶  | ایتالیا             | آموزش پیشرفته              |                      | ۱۵             | ۱ فروند در ژوئیه ۲۰۲۴ از دست رفت.         |                |
| دیاموند دی‌ای۴۲        | اتریش               | هواگرد آموزشی دوموتوره     |                      | ۳              |                                           |                |
| گیمبال کبری جی-۲      | فرانسه              | بالگرد آموزشی              |                      | ۶              |                                           |                |
| پ‌زدال اس‌وو-۴          | لهستان              | بالگرد آموزشی              |                      | ۲۴             |                                           |                |
| پ زد ال-۱۳۰ اورلیک    | لهستان              | هواپیمای آموزشی            |                      | ۲۷             |                                           |                |
| رابینسون آر-۴۴        | ایالات متحده آمریکا | بالگرد آموزشی              |                      | ۳              |                                           |                |
| پهپاد                 |                     |                            |                      |                |                                           |                |
| ام‌کیو ۹ ریپر          | ایالات متحده آمریکا | پهپاد رزمی                 | ام‌کیو-۹ای            | —              | Leasing undisclosed amount                |                |
| ام‌کیو ۹ ریپر          | ایالات متحده آمریکا | پهپاد رزمی                 | ام‌کیو-۹بی            | ۰              | ۳ فروند سفارش داده شده است.               |                |
| بیرقدار تی‌بی۲         | ترکیه               | پهپاد رزمی                 |                      | ۲۴             |                                           |                |